# Жамба
Жуан Перейра (порт. João Pereira), відомий як Жамба (порт. Jamba, нар. 10 липня 1977, Бенгела) — ангольський футболіст, що грав на позиції захисника.
Виступав, зокрема, за клуби «Прімейру де Маю», «Атлетіку Авіасан» та «Атлетіку Авіасан», а також національну збірну Анголи.

## Клубна кар'єра
Жамба народився в місті Бенгела. У вищій лізі ангольського чемпіонату дебютував 1996 року, у 19-річному віці, виступами за команду клубу «Прімейру де Маю», в якій провів два сезони. Своєю грою за цю команду привернув увагу представників тренерського штабу рідного для себе клубу «Атлетіку Авіасан», до складу якого приєднався 1999 року. Відіграв за команду з Луанди наступні вісім сезонів своєї ігрової кар'єри. В 2002 році разом з командою став переможцем національного чемпіонату. В сезоні 2003/04 років повторив це досягнення та виграв Суперкубок Анголи. У 2005 році втретє став володарем Суперкубку, також він виграв Кубок Анголи.
Протягом 2007 року захищав кольори команди клубу «Петру Атлетіку». 2008 року повернувся до клубу «Атлетіку Авіасан», за який відіграв 2 сезони. Завершив професійну кар'єру футболіста виступами за команду «Атлетіку Авіасан» у 2010 році.

## Виступи за збірну
19 липня 1998 року дебютував у складі національної збірної Анголи в товариському матчі проти Мозамбіка, який завершився з нічийним рахунком 1:1. Протягом кар'єри у національній команді, яка тривала 12 років, провів у формі головної команди країни 53 матчі, забивши 1 гол.
У складі збірної був учасником чемпіонату світу 2006 року у Німеччині, Кубка африканських націй 2006 року в Єгипті, Кубка африканських націй 2008 року у Гані.
На чемпіонаті світу 2006 року зіграв у 3-ох матчах групового етапу: проти Португалії (0:1), Мексики (0:0) та Ірану (1:1).

## Статистика виступів у національній збірній
| національна збірна Анголи | національна збірна Анголи | національна збірна Анголи |
| Рік                       | Матчі                     | Голи                      |
| ------------------------- | ------------------------- | ------------------------- |
| 1998                      |                           |                           |
| 1999                      |                           |                           |
| 2000                      |                           |                           |
| 2001                      |                           |                           |
| 2002                      |                           |                           |
| 2003                      | 1                         | 0                         |
| 2004                      | 10                        | 0                         |
| 2005                      | 7                         | 0                         |
| 2006                      | 16                        | 0                         |
| 2007                      | 7                         | 0                         |
| 2008                      | 2                         | 0                         |
| 2009                      | 4                         | 0                         |
| Загалом                   |                           |                           |